# Ukishima Maru

L’Ukishima Maru est un navire de transport de la marine japonaise. Construit à l'origine comme paquebot en mars 1937. Pendant la Seconde Guerre mondiale, il sert comme vaisseau de guerre après avoir reçu un armement lourd. Son déplacement est de 4 731 tonnes.

## L'incidentUkishima Maru
Le 22 août 1945, l’Ukishima Maru transporte de 4 000 à 5 000 travailleurs forcés coréens d'une installation militaire de la préfecture d'Aomori en direction du port coréen de Pusan. Le 24 août, le navire entre dans le port de Maizuru où il explose et sombre, tuant 524 Coréens et 25 Japonais qui étaient à bord.

### Le point de vue coréen
Les Coréens, ceux de la Corée du Sud et aussi ceux de la Corée du Nord, ont considéré cet incident comme un crime de guerre délibéré commis par l'empire du Japon.
Un film nord-coréen, Sara-innun Ryonghongdul (signifiant littéralement « Des âmes vivantes » est réalisé en 2001 illustrant ce point de vue.
80 Sud-Coréens, survivants et parents des victimes de cet incident ont entamé des poursuites judiciaires contre le gouvernement japonais, réclamant en compensation environ 8 milliards de yens, des excuses officielles et que les restes des victimes soient conservés dans un sanctuaire au Japon.

### La décision du tribunal japonais
Le tribunal du district de Kyoto a ordonné le 27 août 2001 au gouvernement japonais de payer 45 millions de yens aux quinze Sud-Coréens survivants et aux parents des victimes de cet incident. Le tribunal a jugé que le gouvernement japonais avait failli à son devoir de transporter des passagers en toute sécurité, une relation légale établie entre le gouvernement et les passagers de cette époque.
Le tribunal rejeta, d'autre part, les réclamations des parties civiles demandant des excuses officielles et le retour au pays des restes des victimes.
Le tribunal rejeta aussi les réclamations de 65 plaignants sur le fait que leur degré de relation avec les victimes ne pouvait être établi.